# 가나가와현도 제74호선
74번 가나가와현도(일본어: 神奈川県道74号小田原山北線→가나가와현도 74호 오다와라-야마키타선)는 가나가와현 오다와라시 조나이에서 아시가라카미군 야마키타정 야마키타까지 이어주는 총 연장 10.553 km의 거리를 가진 현도이다.

## 개요
- 기점 : 오다와라시 조나이
- 종점 : 아시가라카미군 야마키타정 야마키타
- 노선 연장 : 10.553 km

## 노선 개황

### 중복 구간
- 가나가와현도 제73호선 : 아오바시히가시가와 교차로 - 시로야마 중학교 입구 교차로
- 가나가와현도 제78호선 : 류후쿠지 교차로 - 미나미아시가라시 세키모토 일대

### 교통량
도로교통 센서스 상에서의 기록은 다음과 같다.
| 지명                      | 2005년 | 2010년 | 2015년 |
| ------------------------- | ------ | ------ | ------ |
| 오다와라시 오기쿠보       | 24,491 | 20,946 | 21,356 |
| 미나미아시가라시 쓰카하라 | 18,455 | 18,245 | 14,003 |
| 야마키타정 기시           | 8,363  | 9,219  | 7,832  |

## 지리

### 통과하는 지자체
- 가나가와현
  - 오다와라시 - 미나미아시가라시 - 아시가라카미군 야마키타정

### 통과하는 도로
- 국도 제246호선
- 가나가와현도 제73호선
- 가나가와현도 제720호선
- 가나가와현도 제717호선
- 가나가와현도 제715호선
- 가나가와현도 제723호선
- 가나가와현도 제721호선
- 가나가와현도 제76호선